# Inbördeskriget i Afghanistan (1992–1996)
Inbördeskriget i Afghanistan (1992–1996) fördes mellan ett antal krigsherrar som 1992 gemensamt hade störtat Mohammad Najibollahs sovjetstödda regim och omvandlat landet till Islamska staten Afghanistan. Kriget avslutades med att talibanerna tog makten i landet och utropade Islamiska emiratet Afghanistan. Därpå följde ett nytt inbördeskrig (1996–2001) mellan å ena sidan talibanregimen och å andra sidan en del av de grupper som tidigare bekämpat varandra.
De stridande grupperna kallades med ett gemensamt namn mujaheddin. De viktigaste aktörerna var: 
- Hezb-e Islami under ledning av Gulbuddin Hekmatyar (framför allt pashtuner)
- Jamiat-e Islami under ledning av Burhanuddin Rabbani, i samarbete med Ahmad Shah Massoud (framför allt tadzjker)
- Hezb-e Wahdat under ledning av Abdul Ali Mazari (framför allt hazarer)
- Styrkor under den uzbekiske militären Abdul Rashid Dostum
- Talibanrörelsen från 1994

Striderna under kriget 1992–1996 fördes huvudsakligen i Kabul, där uppskattningsvis minst 30 000 människor dödades och minst 60 000 skadades. Olika krigsherrar och grupperingar stred om herraväldet och ingick skiftande allianser. Mer än hälften av Kabuls bebyggelse förstördes, många blev hemlösa och hundratusentals flydde. Under flera år hölls utbildningsinstitutionerna stängda. Plundring och förstörelse av byggnader och bostäder var vanligt, liksom våldtäkter och andra övergrepp. Stadens hazarabefolkning utsattes för rena massakrer.
Landsbygden drabbades bland annat genom tvångsrekrytering till krigsherrarnas miliser, vägspärrar där transporter tvingades betala "tull" till olika grupper och krigsherrarnas beskattning av en redan utarmad befolkning. På många ställen fanns ingen fungerande ordningsmakt, korruptionen tilltog och övergrepp var vanliga. Några få regioner, framför allt i väster och i nordost, utvecklades dock till mer sammanhållna territorier där det kunde ske viss utveckling.